# Констанс Толмадж
Констанс Е́ліс То́лмадж (англ. Constance Alice Talmadge, 19 квітня 1898 — 23 листопада 1973) — американська акторка німого кіно та кінопродюсерка, піонерка кінематографу. Сестра акторок Норми Толмадж і Наталі Толмадж.

## Біографія
Народилася в Брукліні в бідній родині Маргарет Л. «Пег» і Фредеріка O. Толмадж. Її батько був алкоголіком і кинув сім'ю, коли Толмадж була ще дитиною. Констанс разом з сестрами Нормою і Наталі залишилася під опікою матері, яка заробляла на життя пранням. Після того, як її старша сестра Норма дебютувала на кіноекранах як акторка, Констанс Толмадж вирішила наслідувати її приклад, вперше з'явившись на кіноекранах у 1914 році.
Після двох років участі в короткометражках вона отримала свою першу головну роль в епічній стрічці Девіда Ворка Гріффіта «Нетерпимість» (1916). За роки кінокар'єри, що тривала до 1929 року, Толмадж дотримувалася амплуа комедійної акторки, знявшись в цілому в 80 картинах, серед яких «Медовий місяць» (1917), «Пробний шлюб» (1919), «Темпераментна дружина» (1919), «Цнотлива спокусниця» (1919), «Її романтична ніч» (1924), «Сніданок на світанку» (1927) і «Венера» (1929).
У 1929 році, з появою звукового кіно, Толмадж, як і її сестри, завершила кінокар'єру, вклавши свої заощадження в нерухомість і інші інвестиції. 
У подальші роки мала проблеми з алкоголем і наркотиками, що позначилося на її здоров'ї. Чотири рази була одружена, дітей не мала. З другим чоловіком залишалася з 1939 року до його смерті в 1964 році. 
У 1960 році на Голлівудській алеї слави була закладена іменна зірка Констанс Толмадж. 
Останні роки життя акторка провела в самоті в своєму будинку в Лос-Анджелесі, де і померла від пневмонії в 1973 році.

## Фільмографія
- 1919 — Чеснотна спокусниця / A Virtuous Vamp — Гвендолін Армитаж / Неллі Джонс
- 1919 — Темпераментна дружина / A Temperamental Wife — Біллі Біллінгс
- 1920 — Два тижні / Two Weeks — Лілум Блер
- 1920 — Ідеальна жінка / The Perfect Woman — Мері Блейк
- 1921 — Весільні дзвони / Wedding Bells — Розалі Вейн
- 1921 — Мамині справи / Mama's Affair — Єва Оррін
- 1921 — Місце жінки / Woman's Place — Жозефіна Герсон
- 1921 — Уроки кохання / Lessons in Love — Лейла Калтхорп
- 1922 — Дурощі Поллі / Polly of the Follies — Поллі Мічем
- 1922 — Примітивний коханець / The Primitive Lover — Філліс Томлі
- 1923 — Небезпечна прислуга / The Dangerous Maid — Барбара Вінслоу
- 1924 — Золота рибка / The Goldfish — Дженні Везербі
- 1924 — Її романтична ніч / Her Night of Romance — Дороті Адамс
- 1925 — Навчитися любити / Learning to Love — Патрісія Стенговп
- 1925 — Її сестра з Парижа / Her Sister from Paris — Гелен Вайрінгер / Ла Перрі
- 1927 — Сніданок на світанку / Breakfast at Sunrise — Маделін
- 1927 — Венера Венеції / Venus of Venice — Шарлотта